# Тротуш
Тро́туш (рум. Trotuș) — река в Румынии, правый приток Сирета, протекает по территории жудецов Харгита, Бакэу и Вранча на востоке страны.
Длина реки составляет 162 км. Площадь водосборного бассейна — 4456 км².
Тротуш начинается в горах Чук Восточных Карпат. Генеральным направлением течения реки является юго-восток. Впадает в Сирет ниже Аджуда.